# Segimon Ribó i Mir
Segimon Ribó i Mir (Barcelona, 1799 - 1854) fou un pintor català, influenciat pel neoclassicisme però amb un estil propi.
Es va formar a l'escola de la Junta de Comerç i el 1823 marxà a Roma gràcies a una pensió de tres anys d'un particular, gestionada per la Junta de Comerç de Barcelona. De nou a Barcelona, va entrar com a professor de dibuix a l'Escola de la Llotja el 1841, on fou mestre de dibuixants com Josep Mirabent i Gatell. Fou membre de l'Acadèmia de Belles Arts de San Fernando.

## Obra

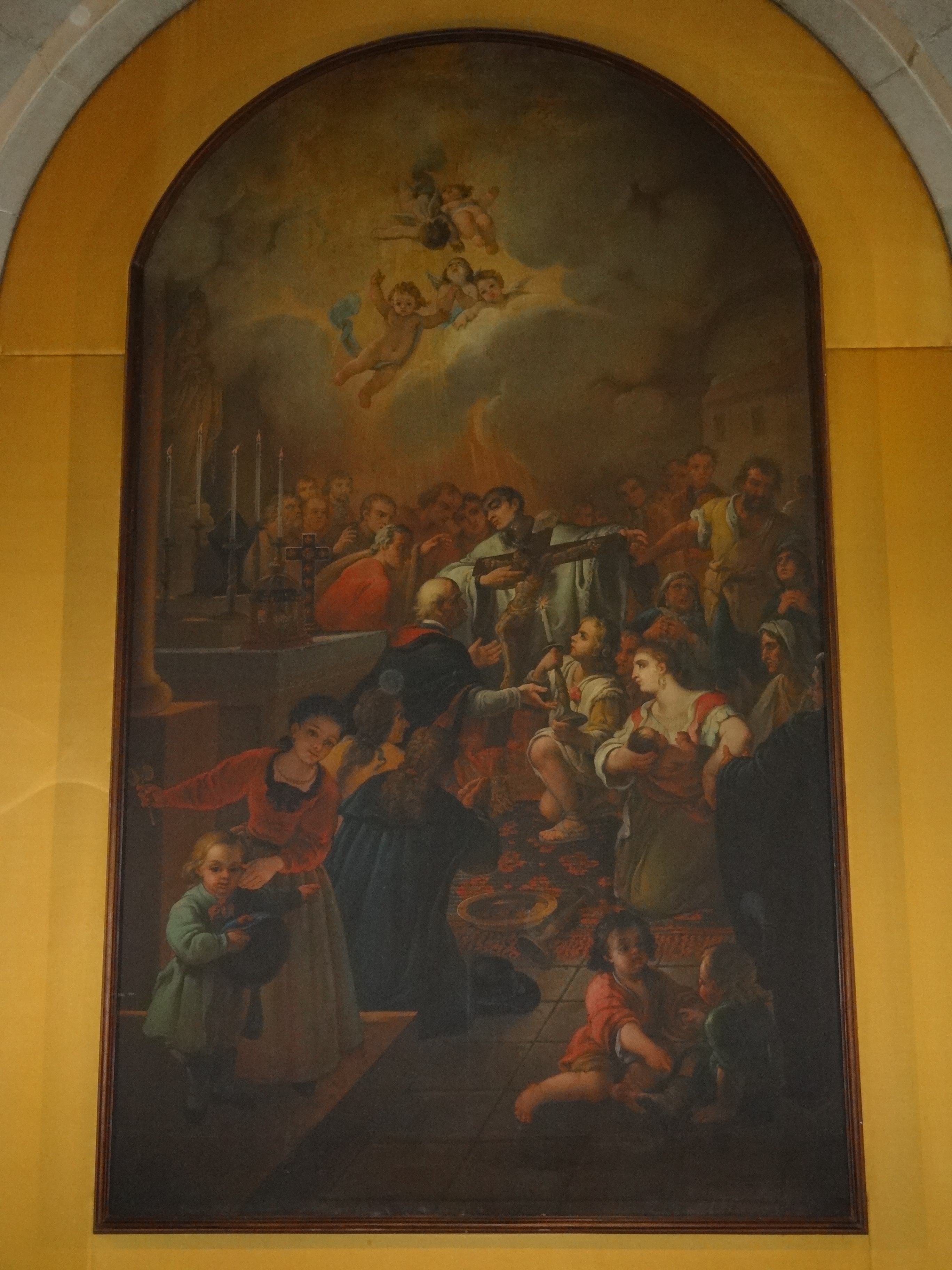
Al·legoria del Prodigi del Sant Crist d'Igualada (1844)

- Nativitat - Museu Nacional d'Art de Catalunya.
- Naixement de Venus - Acadèmia de Belles Arts de Sant Jordi.[1]
- Quadre al·legòric al prodigi del Sant Crist, a la basílica de Santa Maria d'Igualada (1844).